# 55.º governo da Monarquia Constitucional

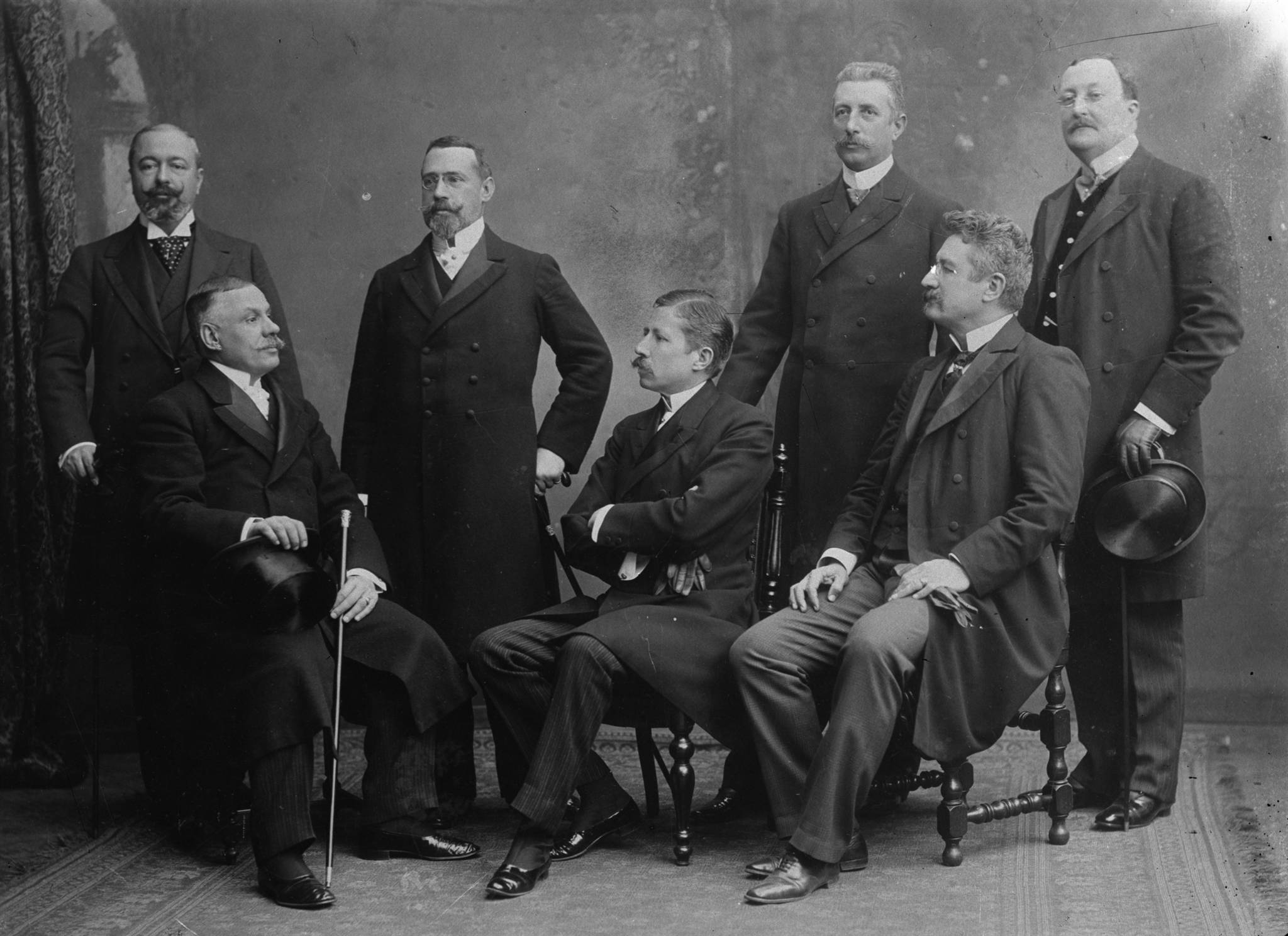
O 55.º governo da Monarquia Constitucional.

O 55.º governo da Monarquia Constitucional e 27.º governo desde a Regeneração, nomeado a 19 de maio de 1906 e exonerado a 4 de fevereiro de 1908 (na sequência do Regicídio de 1908), foi presidido por João Franco. 
A sua constituição era a seguinte:
| Cargo                                                                                 | Detentor | Detentor                                                | Período                                      |
| ------------------------------------------------------------------------------------- | -------- | ------------------------------------------------------- | -------------------------------------------- |
| Presidente do Conselho de Ministros                                                   |          | João Franco (1855–1929)                                 | 19 de maio de 1906 a 4 de fevereiro de 1908  |
| Ministro e Secretário de Estado dos Negócios do Reino                                 |          | João Franco (1855–1929)                                 | 19 de maio de 1906 a 4 de fevereiro de 1908  |
| Ministro e Secretário de Estado dos Negócios Eclesiásticos e de Justiça               |          | José Novais (1855–1913)                                 | 19 de maio de 1906 a 2 de maio de 1907       |
| Ministro e Secretário de Estado dos Negócios Eclesiásticos e de Justiça               |          | António José Teixeira de Abreu (1865–1930)              | 2 de maio de 1907 a 4 de fevereiro de 1908   |
| Ministro e Secretário de Estado dos Negócios da Fazenda                               |          | Ernesto Driesel Schröeter (1849–1942)                   | 19 de maio de 1906 a a 2 de maio de 1907     |
| Ministro e Secretário de Estado dos Negócios da Fazenda                               |          | Fernando Martins de Carvalho (1872–1947)                | 2 de maio de 1907 a 4 de fevereiro de 1908   |
| Ministro e Secretário de Estado dos Negócios da Guerra                                |          | António Carlos Vasconcelos Porto (1855–1924)            | 19 de maio de 1906 a 4 de fevereiro de 1908  |
| Ministro e Secretário de Estado dos Negócios da Marinha e Ultramar                    |          | Aires de Ornelas (1866–1930)                            | 19 de maio de 1906 a 4 de fevereiro de 1908  |
| Ministro e Secretário de Estado dos Negócios da Marinha e Ultramar                    |          | António Carlos Vasconcelos Porto (interino) (1855–1924) | 27 de junho de 1907 a 28 de setembro de 1907 |
| Ministro e Secretário de Estado dos Negócios Estrangeiros                             |          | Luís de Magalhães (1859–1935)                           | 19 de maio de 1906 a 2 de maio de 1907       |
| Ministro e Secretário de Estado dos Negócios Estrangeiros                             |          | Luciano Monteiro (1849–1937)                            | 2 de maio de 1907 a 4 de fevereiro de 1908   |
| Ministro e Secretário de Estado dos Negócios das Obras Públicas, Comércio e Indústria |          | José Malheiro Reimão (1860–1951)                        | 19 de maio de 1906 a 4 de fevereiro de 1908  |